# 木头乡
木头乡，是中华人民共和国四川省达州市达川区曾经下辖的一个乡。2019年12月，撤销木头乡，将其所属行政区域划归渡市镇管辖。

## 行政区划
木头乡撤销前下辖以下地区：
街道社区、钟咀社区、新安村、清水村和红星村。